# UNASOG
La Missione degli Osservatori delle Nazioni Unite nella Striscia di Aozou (UNASOG dall'inglese United Nations Aozou Strip Observer Group) è stata una missione di peacekeeping dell'ONU stabilita dal Consiglio di Sicurezza il 4 maggio 1994.

La missione si rese necessaria dopo la guerra tra il Ciad e la Libia per il controllo della striscia (ricca di giacimenti di uranio). Dopo la guerra, vinta dal Ciad, una serie di negoziati di pace tra le due nazioni portò ad un nulla di fatto; la situazione si sbloccò con una sentenza della Corte internazionale di giustizia il 13 febbraio 1993 che sanciva l'autorità del Ciad sulla zona.
Il mandato della missione era quello di monitorare la smilitarizzazione dell'area ed aiutare il Ciad nel riacquisire il totale controllo dell'area. Il contingente militare fu composto da 9 osservatori militari provenienti da: Bangladesh, Ghana, Honduras, Kenya, Malaysia e Nigeria.

## Durata e costi
La missione terminò nel giugno dello stesso anno; il costo totale della missione fu di 64 000  dollari. Ha il record di essere la missione di pace ONU di minor durata (appena un mese), del più ridotto contingente militare (nove osservatori) e del minor costo complessivo (64 000 dollari).